# Aloe hexapetala
Aloe hexapetala är en grästrädsväxtart som beskrevs av Salm-dyck. Aloe hexapetala ingår i släktet Aloe och familjen grästrädsväxter. Inga underarter finns listade i Catalogue of Life.

## Bildgalleri

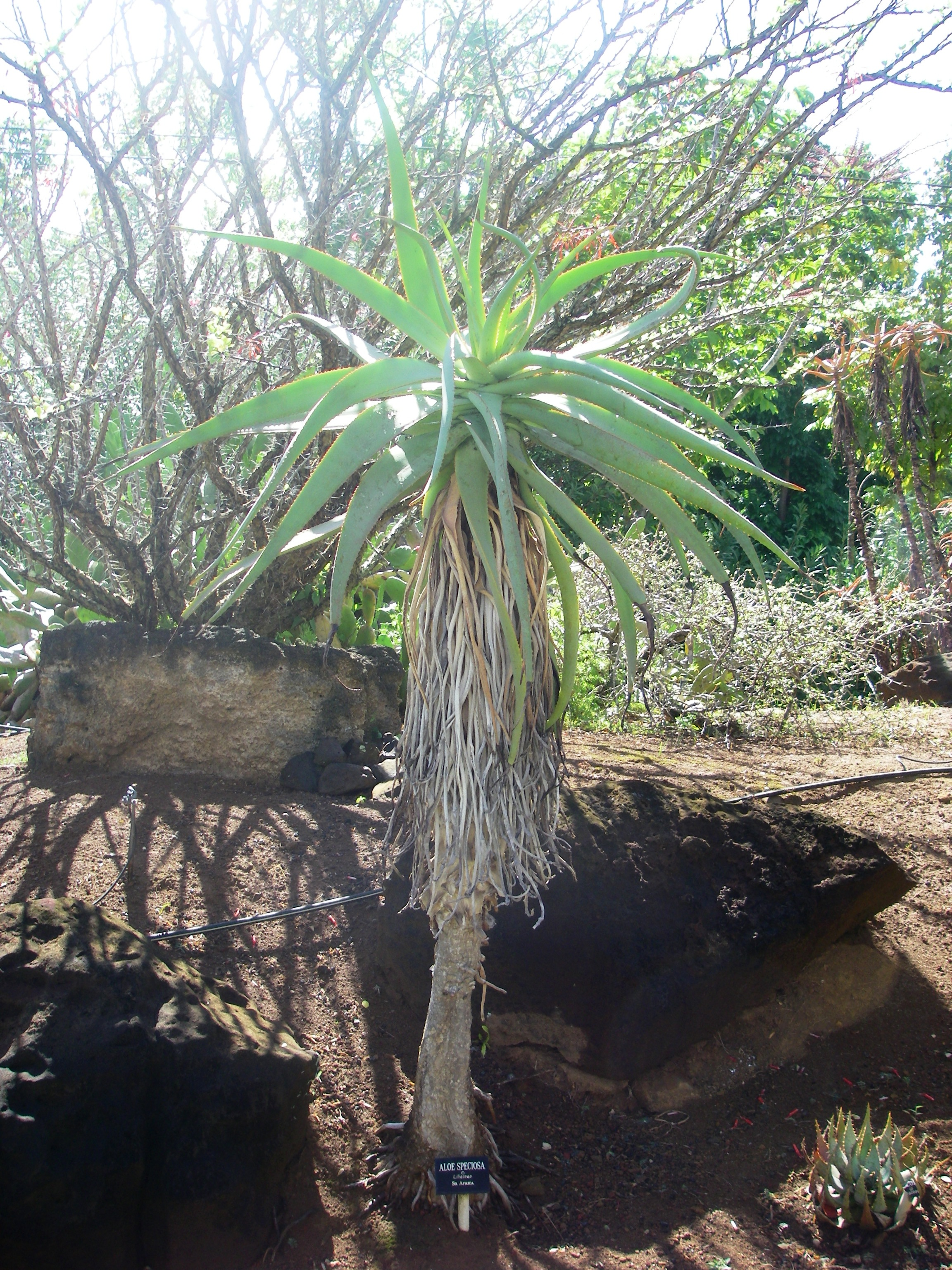
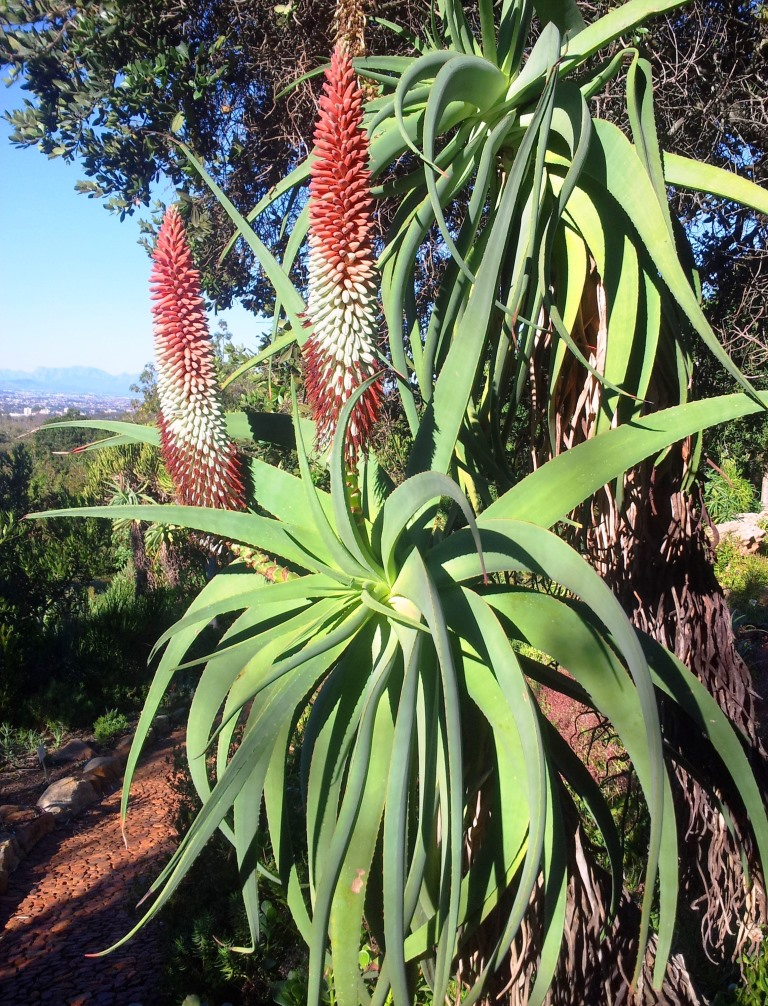
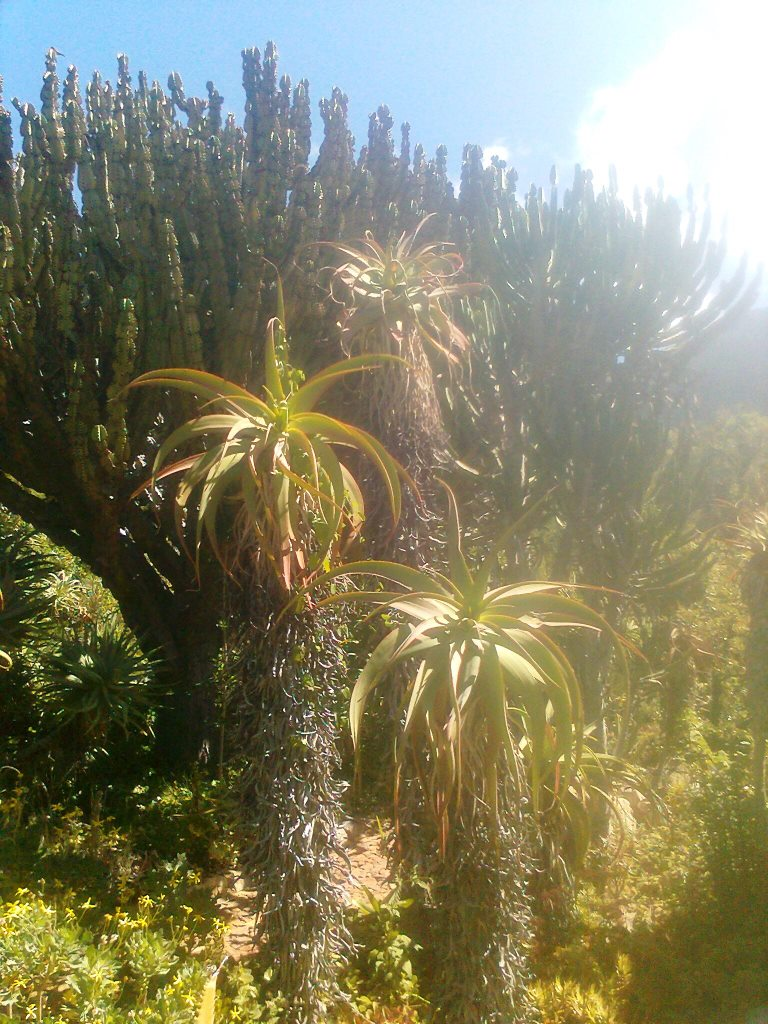
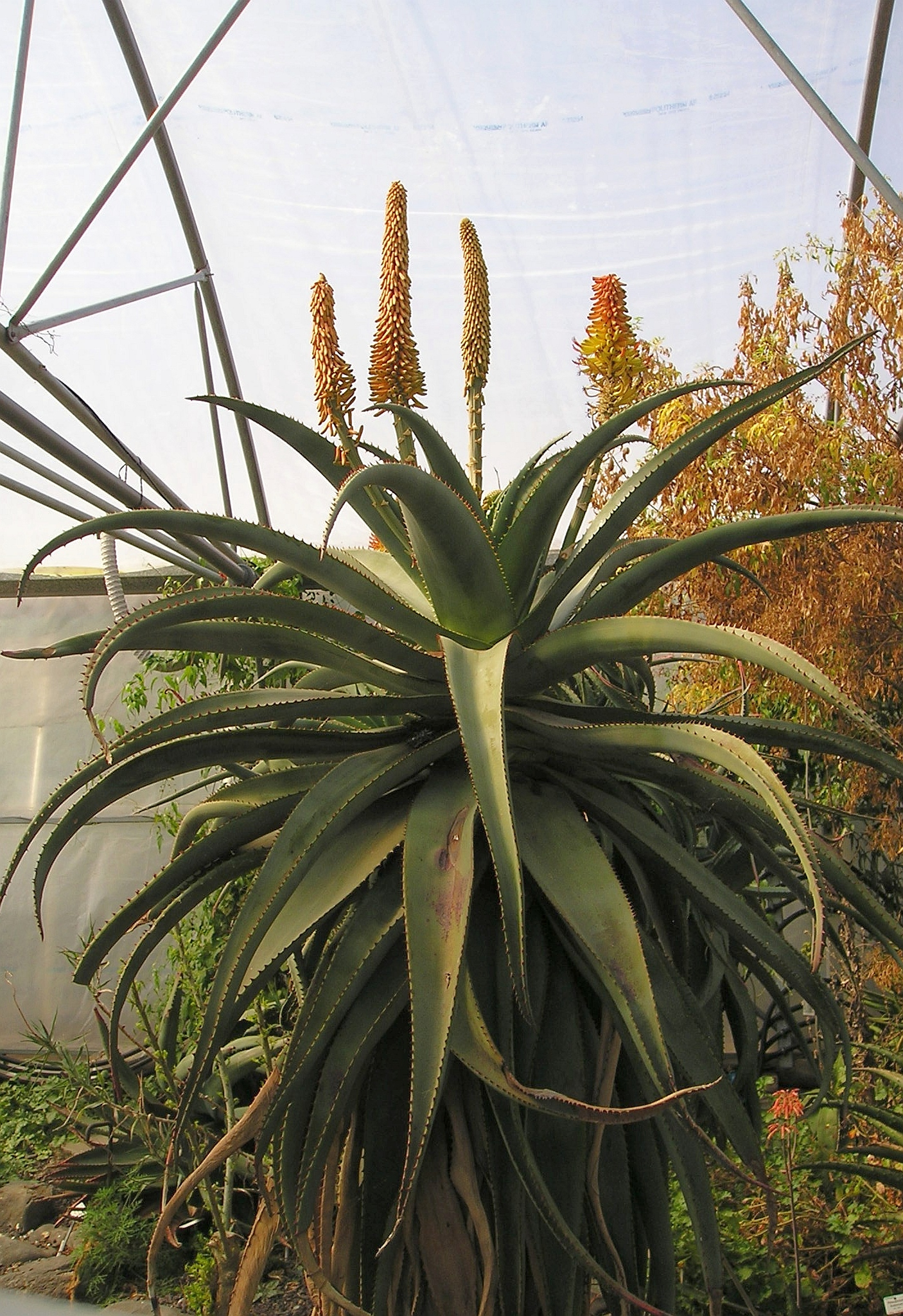